# كانتو (كومو)
كانتو (بالإيطالية: Cantù)‏، مدينة إيطالية في مقاطعة كومو والتي تقع في مركز بريانسا ضمن إقليم لومبارديا. وهي ثاني أكبر مدينة في بريانسا، عدد سكانها 36.518 نسمة.
كانت كانتو مصدرا للصراع بين مدينتي ميلانو وكومو. بيد أن آل سفورزا حكام ميلانو حسموه لصالحهم في القرن الخامس عشر.

## السكان
في سنة 1861 بلغ عدد السكان 7٬334 نسمة، وتطور العدد ليصل في سنة 2011 لـ 38٬717 نسمة.
يظهر هذا المخطط البياني تطور النمو السكاني لـ كانتو (كومو)

## توأمة
لكانتو (كومو) اتفاقيات توأمة مع كل من:
- فيلفرانش سور سون
- جيمستاون

## أعلام
- فرانكو برينزا
- دافيد باليريني
- دانييل كابيليتي
- لوكا كولومبو